# Bourg-d'Oueil
Bourg-d'Oueil è un comune francese di 8 abitanti situato nel dipartimento dell'Alta Garonna nella regione dell'Occitania.

## Società

### Evoluzione demografica
Abitanti censiti